# اندیس ملک گوری۲
ملک گوری۲ یک اندیس فلزی است که در حوالی شهر سیاستراگی استان سیستان و بلوچستان قرار دارد و مادهٔ معدنی موجود در آن، مس است.